# Henschia elymorum
Henschia elymorum är en insektsart som beskrevs av Alexander Fyodorovich Emeljanov 1962. Henschia elymorum ingår i släktet Henschia och familjen dvärgstritar. Inga underarter finns listade i Catalogue of Life.